# Homalinotus
Homalinotus är ett släkte av skalbaggar. Homalinotus ingår i familjen vivlar.

## Dottertaxa tillHomalinotus, i alfabetisk ordning[1]
- Homalinotus angulatus
- Homalinotus aragaoi
- Homalinotus bolivianus
- Homalinotus calcaratus
- Homalinotus circumdatus
- Homalinotus colosseus
- Homalinotus colossus
- Homalinotus complanatus
- Homalinotus compressus
- Homalinotus conspergatus
- Homalinotus coriaceus
- Homalinotus cyanicollis
- Homalinotus densatus
- Homalinotus deplanatus
- Homalinotus depressus
- Homalinotus distinctus
- Homalinotus fasciatus
- Homalinotus giganteus
- Homalinotus humeralis
- Homalinotus hystrix
- Homalinotus indus
- Homalinotus inermicrus
- Homalinotus jamaicensis
- Homalinotus lherminieri
- Homalinotus lugubris
- Homalinotus matogrossensis
- Homalinotus nodipennis
- Homalinotus perplexus
- Homalinotus platynotus
- Homalinotus porosus
- Homalinotus tristis
- Homalinotus umbilicatus
- Homalinotus validus